# Katumbia parringtoni
Katumbia parringtoni è un terapside estinto, appartenente ai dicinodonti. Visse nel Permiano superiore (circa 259 - 254 milioni di anni fa) e i suoi resti fossili sono stati ritrovati in Africa.

## Descrizione
Questo dicinodonte era di dimensioni medio - piccole se rapportato ad altri dicinodonti coevi. Si suppone che non raggiungesse il metro di lunghezza. Katumbia era dotato, come tutti i suoi simili, di un robusto becco simile a quello di una tartaruga, che nell'animale in vita era verosimilmente provvisto di un rivestimento di cheratina. Dietro a questo becco, nella mascella superiore, erano presenti due zanne leggermente ricurve simili a canini. Dietro i canini non erano presenti altri denti. Il muso di Katumbia era molto corto, e vi erano ossa palatine piuttosto grandi che entravano in contatto con il palato secondario formato dal premascellare. Era inoltre presente una cresta tra i tuberi del basisfenoide e del basioccipitale. Nella regione intertemporale, i postorbitali si sovrapponevano ai parietali ma erano orientati orizzontalmente per gran parte della loro ampiezza. Il palato, anteriormente, era provvisto di creste palatali. Non era presente alcuna fossa labiale, ma erano presenti escrescenze sul palato rugose nella parte posteriore e lisce nella parte in cui toccavano il palato secondario. Le piastre dentarie erano molto corte, e vi era un solco dentario posteriore. 

## Classificazione
I primi fossili di questo animale vennero ritrovati nella formazione Kawinga nel bacino di Ruhuhu in Tanzania, e vennero descritti nel 1942 da Friedrich von Huene come Cryptocynodon parringtoni. Successivi ritrovamenti rinvenuti nella medesima formazione portarono alcuni studiosi a riconsiderare questa classificazione: questa specie venne così attribuita al genere Pristerodon (King e Rubidge, 1993) e al genere Diictodon (Maisch, 1995). Fu solo nel 2007 che una revisione degli esemplari attribuiti a questa specie permise di riconoscere numerose caratteristiche distintive, tali da permettere l'assegnazione di questa specie a un nuovo genere, Katumbia (Angielczyk, 2007). Altri fossili attribuibili a una forma simile, se non identica, sono stati ritrovati nel bacino di Luangwa, in Zambia.
Secondo alcuni studi, Katumbia sarebbe un dicinodonte piuttosto derivato, membro di un clade comprendente anche Interpresosaurus ed Elph alla base di un gruppo di dicinodonti specializzati, tra cui numerose forme del Permiano superiore (quali Dicynodon, Daptocephalus e Peramodon), i Lystrosauridae e i Kannemeyeriiformes (Kammerer et al., 2013).

## Paleoecologia
Katumbia era un piccolo erbivoro ed era sicuramente preda di carnivori di grosse dimensioni: una sinfisi mandibolare appartenente a Katumbia è stata ritrovata all'interno della regione dello stomaco di un esemplare di gorgonopside della specie Aelurognathus parringtoni (Maisch, 2009).